# Villa Licenciado Jesús Terán
Villa Licenciado Jesús Terán är en ort i Mexiko.   Den ligger i kommunen Aguascalientes och delstaten Aguascalientes, i den centrala delen av landet, 400 km nordväst om huvudstaden Mexico City. Villa Licenciado Jesús Terán ligger 1 950 meter över havet och antalet invånare är 4 481.
Terrängen runt Villa Licenciado Jesús Terán är en högslätt. Runt Villa Licenciado Jesús Terán är det tätbefolkat, med 383 invånare per kvadratkilometer. Närmaste större samhälle är Aguascalientes, 11,6 km nordväst om Villa Licenciado Jesús Terán. Trakten runt Villa Licenciado Jesús Terán består till största delen av jordbruksmark.